# Montelabbate
Montelabbate (im lokalen Dialekt: Montlabèt) ist eine italienische Gemeinde (comune) in der Provinz Pesaro und Urbino in den Marken.

## Lage und Einwohner
Die Gemeinde liegt etwa 11 Kilometer südwestlich von Pesaro und etwa 19 Kilometer nordöstlich von Urbino am Foglia und hat 7086 Einwohner (Stand 31. Dezember 2023).

## Geschichte
Papst Clemens II. starb 1047 auf der Durchreise  im Kloster San Tommaso in Foglia bei Montelabbate.

## Einzelnachweise

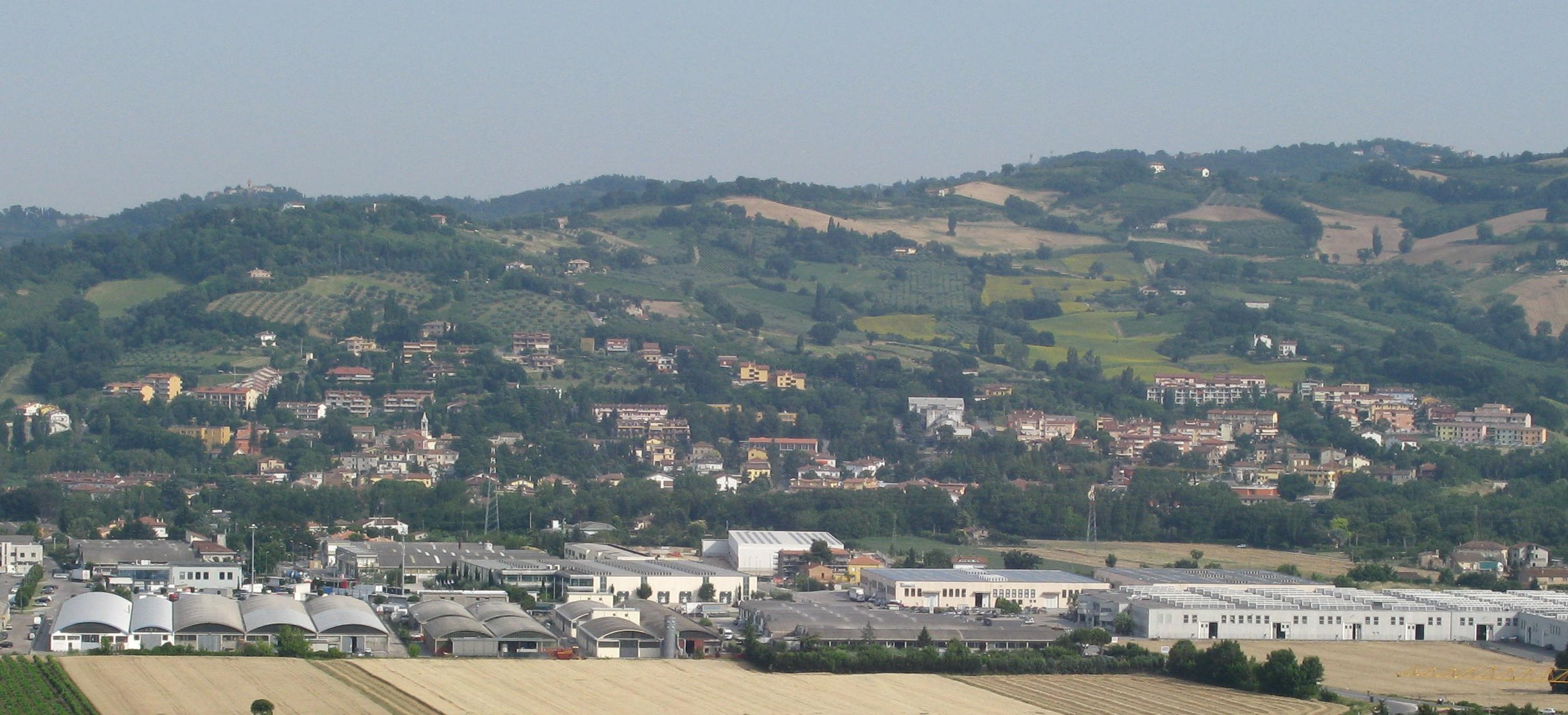
Montelabbate